# صنهاجة

صنهاجة (أو قبائل صنهاجة) هي واحدة من أكبر القبائل الأمازيغية التي لعبت دورا مهما في تاريخ المغرب الأوسط والأقصى والصحراء الكبرى، بتأسيس الجيل الأول منها دولة بني زيري، وتأسيس الجيل الثاني منها مملكة أودغست الإسلامية ودولة المرابطين، وهي بالتالي من أشهر القبائل في المغرب وشمال أفريقيا. قال القلقشندي: «صنهاجة بطن من البرانس من البربر، مساكنهم ببلاد المغرب، وهم بنو صنهاجة بن برنس بن بربر».

## نسبهم

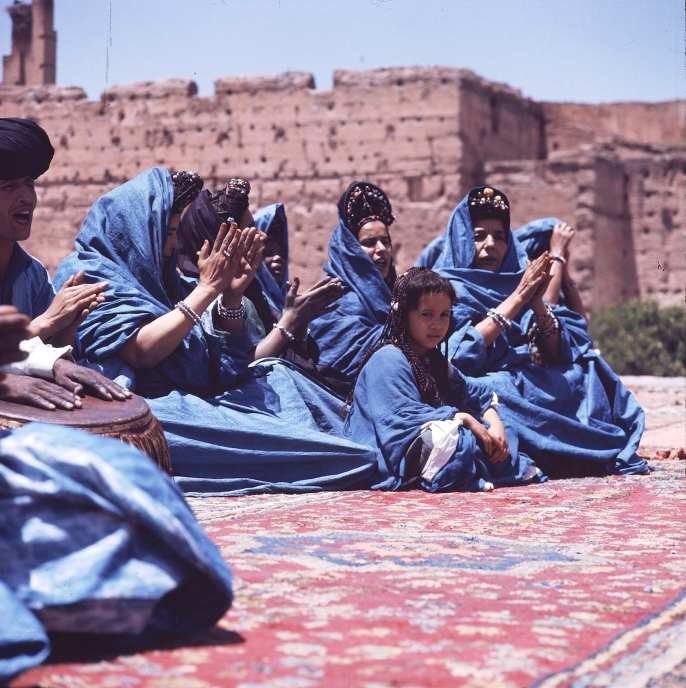

هي قبيلة أمازيغية من بطون البرانس التي ذكرها النسابة، وهي: إزداجة، ومصمودة، وأوربة، وعجيسة، وكتامة، وأوريغة، بالإضافة إلى صنهاجة. وزاد سابق بن سليم وأصحابه: لمطة، وهسكورة، وكزولة. وهي أكثر أهل الغرب لهذا العهد وما بعده لا يكاد قطر من أقطاره يخلو من بطن من بطونهم في جيل أو بسيط، حتى لقد زعم كثير من الناس أنهم الثلث من أمم الأمازيغ. وكان لهم في الردة ذكر وفي الخروج على الأمراء شأن. أما ذكر نسبهم فإنهم من ولد صنهاج بن برنس بن بر. وأما بطون صنهاجة فكثيرة فمنهم بلكانة و تلكاتة وأنجفة وشرطة ولمتونة ومسوفة وكدالة ومندلسة وبنو وارت وبنو يتين. ومن بطون أنجفة بنو مزوارت وبنو تثليب وفشتالة وملواقة.
هكذا يكاد نقل بعض نسابة الأمازيغ في كتبهم وذكر آخرون من مؤرخي الأمازيغ أن بطونهم تنتهي إلى سبعين بطنا. وذكر ابن الكلبي والطبري أن بلادهم بالصحراء مسيرة ستة أشهر. وكان أعظم قبائل صنهاجة بلكانة وفيهم كان الملك الأول. وكانت مواطنهم ما بين المغرب الأوسط الجزائر وأفريقية، وهم أهل مدر. ومواطن مسوفة ولمتونة وكدالة وشرطة بالصحراء، وهم أهل وبر.
وأما أنجفة فبطونهم مفترقة وهم أكثر بطون صنهاجة.

## موطنهم
ولم تكن صنهاجة في الواقع مجرد قبيلة، بل كانت شعبا عظيما ، وكانت بطون صنهاجة في الواقع تنتشر بـبلاد شنقيط (موريتانيا حاليا) إلى حدود السنغال  ، وبالجزائر في ما بين المسيلة وتترى وميله، وكانت تسيطر على ذلك الطريق الموصل بين موريطنية سيتيفينسيس، وموريطانيا القيصرية ، كما كانت بطون أخرى تضرب في منطقة الأطلس الوسطى من تازا إلى إقليم بني ملال، وتستوطن منحدرات الأطلس الكبرى الجنوبية وتُوغِلُ جنوبا ساكنة الواحات الواقعة على أطراف الصحراء وتوغل في المغرب الأقصى في إقليم الريف حتى طنجة، كما كان بعضها ينزل حول آزمور، كانت بلادهم في القبلة مسيرة سبعة أشهر طولا، ومسيرة أربعة أشهر عرضا، من نول لمطة في أقصى المغرب، إلى قبلة إفريقية، وقبلة القيروان من بلاد إفريقية.

## تاريخهم ودولهم
وقد تهيأ للقبائل الصنهاجية بحكم سعة انتشارها أن تتنوع حياتها الاجتماعية، فقد كانت بعض القبائل تحيا حياة الاستقرار، كما كانت بعض القبائل الجبلية الأخرى تنتقل عادة نقلة الشتاء والصيف طلبا للمرعى، وكانت بعض البطون الأخرى تحيا حياة بدوية عريقة في الصحراء الكبرى بالمغرب الأوسط. ومن الغريب أنه رغم تفرق شعب صنهاجة على هذه الصورة، ظلت رابطة الدم والثقافة المشتركة تؤلف بين أشتاته، وتجعله يتحد عند وقوع الخطر لدفعه، وقد تمكنت صنهاجة بفضل هذه الحضارة التي أصابت منها بعض الشيء، وبفضل هذا التنوع في الحياة الاجتماعية، وهذه الرابطة الأسرية الوثيقة من أن تكتب لنفسها في المغرب تاريخا مجيدا ، (( فشرف صنهاجة أصيل ومجدهم أثيل، ورياستهم قديمة)). وكان الملك في صنهاجة في جيلين، أسست صنهاجة الجيل الأول دولة بني زيري، وأسست صنهاجة الجيل الثاني مملكة أودغست الإسلامية، ودولة المرابطين.